# Johanna Wiesemann
Johanna Wiesemann geb. Müller (* 26. Oktober 1894 in Altenburg; † 16. August 1975) war eine hessische Politikerin (CDU) und ehemalige Abgeordnete des Hessischen Landtags.
Johanna Wiesemann besuchte 1914 bis 1916 die Universität Breslau und arbeitete gleichzeitig als Kunstberichterstatterin.
1917 bis 1918 war sie beim Rat in Dresden tätig. 1919 bis 1947 war sie Hausfrau in Dresden. Ab 1948 lebte sie in Biedenkopf.
Nach dem Zweiten Weltkrieg trat Johanna Wiesemann in die CDU ein und war dort in verschiedenen Parteiämtern aktiv. Vom 1. Dezember 1954 bis zum 30. November 1958 war sie Mitglied des Hessischen Landtags.